# Cattedrale di Anversa
La cattedrale di Nostra Signora (in olandese: Onze-Lieve-Vrouwekathedraal) è il principale luogo di culto cattolico della città fiamminga di Anversa, in Belgio; chiesa madre della diocesi omonima.
Sorge dietro il Grote Markt, la piazza principale della città, e rappresenta un superbo esempio dell'architettura gotica è uno dei massimi capolavori dello stile gotico brabantino.
È la più grande cattedrale del Belgio e possiede anche la più alta torre del Paese, una delle più alte d'Europa che le ha anche valso l'inserimento nella lista dei patrimoni dell'umanità promossa dall'UNESCO, nella voce Torri campanarie di Belgio e Francia.

## Storia
Sul luogo dove oggi sorge la cattedrale, vi era già nel IX secolo una cappella dedicata alla Madonna. Nel 1124 acquisì il grado di Parrocchia e venne sostituita da una chiesa romanica di circa 80 metri di lunghezza per 42 m di larghezza.
Nel 1352 si diede inizio a un nuovo edificio, in stile Gotico brabantino destinato a divenire il più vasto dei Paesi Bassi, l'attuale cattedrale gotica. Il progetto era grandioso, a cinque navate, e prevedeva l'elevazione di ben due torri sulla facciata dalla stessa altezza, assai inusuale all'epoca nella zona dove normalmente si aveva la tradizione di erigere un solo campanile, al centro della facciata. I lavori vennero eseguiti da maestranze francesi e locali sotto la guida degli architetti anversesi Jan e Pieter Appelmans, e di Rombout II Keldermans dopo.
Il cantiere, che impiegò la pietra arenaria bianca di Dilbeek, ebbe inizio dal coro, che venne completato nel 1415; in seguito si pose mano al piedicroce, al transetto e alle torri sulla facciata, a ovest. Il corpo delle navate (piedicroce) venne terminato nel 1487 e al transetto vi si lavorò fino al 1495. In seguito vennero innalzate le torri. 
Nel 1521, dopo circa 170 anni di lavori, il cantiere poté dirsi completato, ma la torre sud si arrestò al terzo livello. Infatti mentre la torre nord, completata ad un'altezza di 123 metri, era stata eretta a spese della Città, la torre meridionale spettava alla parrocchia.
Nel 1521 i celebri architetti cittadini Herman e Dominikus de Waghemakere iniziano ad ampliare la chiesa. Si costruiscono due altre navate laterali, che porterà la chiesa ad avere un totale di ben sette navate; e inoltre si amplia il coro aggiungendo una nuova cinta esterna di cappelle radiali.
Nella notte fra il 5 e il 6 ottobre 1533 un grave incendio scoppia nell'edificio causando gravi danni, tanto che i lavori di restauro furono così grandi da arrestare quelli di ampliamento e completamento della torre sud. Inoltre l'aumento del protestantesimo nei decenni che seguirono fecero scendere drammaticamente i ricavi alla Chiesa così gli ambiziosi piani di modifica vennero definitivamente riposti.
Nel 1559 Filippo II, riprendendo un desiderio di suo padre, eleva Anversa a sede di diocesi (eretta canonicamente da papa Paolo IV nello stesso anno anche se effettivamente stabilita nel 1561) e la chiesa ne divenne cattedrale (tuttavia questo titolo lo perse a seguito del Concordato del 1801 fra Napoleone e Papa Pio VII, quando la diocesi venne abolita, per poi riottenerlo nel 1961).
Durante l'Iconoclastia del 20 agosto 1566, all'inizio della Guerra degli ottant'anni, i Protestanti distrussero gran parte della decorazione interna della cattedrale e quando, nel 1581, la città passò sotto l'amministrazione protestante, ulteriori tesori artistici vennero ancora distrutti o venduti. La restaurazione dell'autorità della Chiesa cattolica avvenne nel 1585 con la liberazione di Anversa e il ritorno sotto il governo asburgico dei Paesi Bassi.
Nel 1794 i Rivoluzionari francesi inflissero notevoli danni all'edificio che, nel 1798, scampò addirittura alla demolizione.
Nel 1816, in seguito al Congresso di Vienna, importanti opere d'arte ritornarono da Parigi, inclusi i tre capolavori di Rubens. Nel corso del XIX secolo, infine, si provvide ad un ampio restauro e re-ammobilio della cattedrale; un'altra grande campagna di restauro si ebbe fra il 1965 e il 1993.

## Descrizione

### Misure e dimensioni

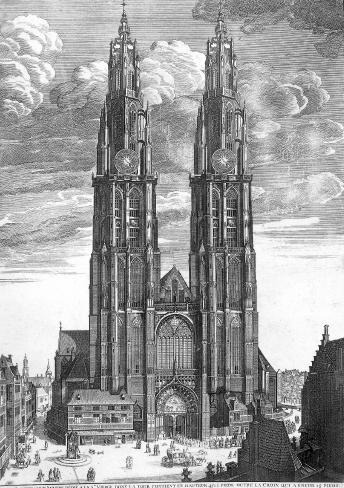
Rappresentazione del XVIII secolo di come si doveva presentare la cattedrale secondo il progetto originale.

| Parametro                                 | Misura                              |
| ----------------------------------------- | ----------------------------------- |
| Lunghezza totale interna                  | 119 m                               |
| Larghezza interna delle navate            | 53,50 m                             |
| Lunghezza del transetto                   | 76 m                                |
| Numero dei pilastri interni               | 125                                 |
| Numero delle polifore                     | 128 (di cui 55 con vetrate antiche) |
| Altezza della volta della navata centrale | 28 m                                |
| Altezza della volta del tiburio           | 43 m                                |
| Altezza della torre nord                  | 123 m                               |
| Gradini alla salita della torre nord      | 515                                 |
| Altezza della torre sud                   | 65,30 m                             |
| Superficie dell'edificio                  | 8.000 m²                            |
| Superficie delle vetrate                  | 6.496 m²                            |
| Superficie del tetto                      | 10.000 m²                           |

### Esterno

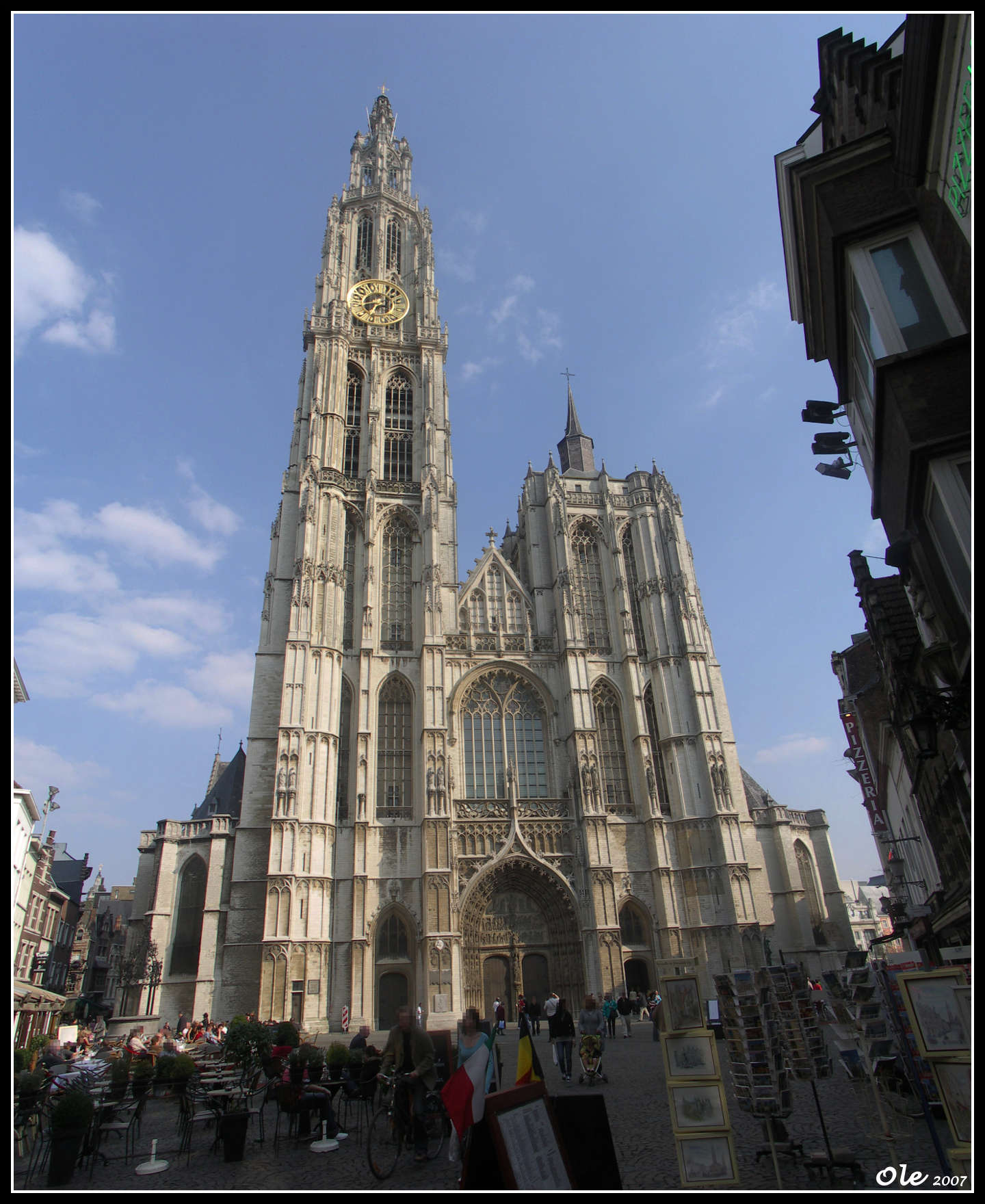
Facciata e torri

La cattedrale, inserita tra le case del quartiere, non è interamente visibile se non nelle parti alte. L'intero fianco meridionale e la parte absidale, infatti, risultano nascoste. Di un qualche interesse è la facciata che domina il piccolo caratteristico Mercato dei Guanti.
Rilevanti invece sono le tre torri, due sulla facciata principale e una al centro della crociera.
Le torri della facciata erano destinate a rappresentare i due grandi poteri cittadini: quello Civico e quello Religioso. La torre settentrionale (sinistra) infatti venne eretta con i finanziamenti del Comune e delle Corporazioni e svolge anche le funzioni di Torre civica. Venne eretta prima da Pieter Appelmans che entro il 1518 la elevò fino al quarto livello. Poi, fra il 1521 e il 1530 Dominikus de Waghemakere aggiunse la splendida guglia gotico fiammeggiante traforata, che completata raggiunse l'altezza di 123 metri, guadagnando un posto di prim'ordine fra le torri più alte d'Europa. Inoltre, dopo la demolizione della cattedrale di San Lamberto a Liegi, avvenuta nel 1794 ad opera dei rivoluzionari francesi, la torre di Anversa divenne la più alta di tutto il Benelux. Testimonianza del potere e fioritura cittadini raggiunti nel XV-XVI secolo, ancora oggi la torre dipende dal Consiglio comunale e non dal Capitolo della cattedrale. Nel 1999 venne inserita nella lista dei patrimoni dell'umanità promossa dall'UNESCO, nella voce Campanili di Belgio e Francia. La torre contiene un gran carillon formato da 47 campane.
La torre meridionale, eretta a spese della parrocchia (allora Anversa non era ancora sede di una diocesi), costruita anch'essa da Pieter Appelmans (1518) fino al terzo livello, non è mai stata elevata ulteriormente perché, tra guerre di religione, l'avvento dei protestanti, e l'incendio, la chiesa vide drammaticamente scendere i ricavi economici e le fonti di finanziamento. Solo nel 2010, il Comune di Anversa organizzò un concorso per immaginarne il completamento chiamato "Disegnare l'assenza".
La torre al centro della crociera, torre-lanterna (XVI secolo), o Tiburio, eretta per donare più luminosità all'interno, che con gli ampliamenti in opera rischiava di restare troppo scuro, è a pianta ottagonale a tre piani rastremati coronati da una cupola a bulbo.

### Interno

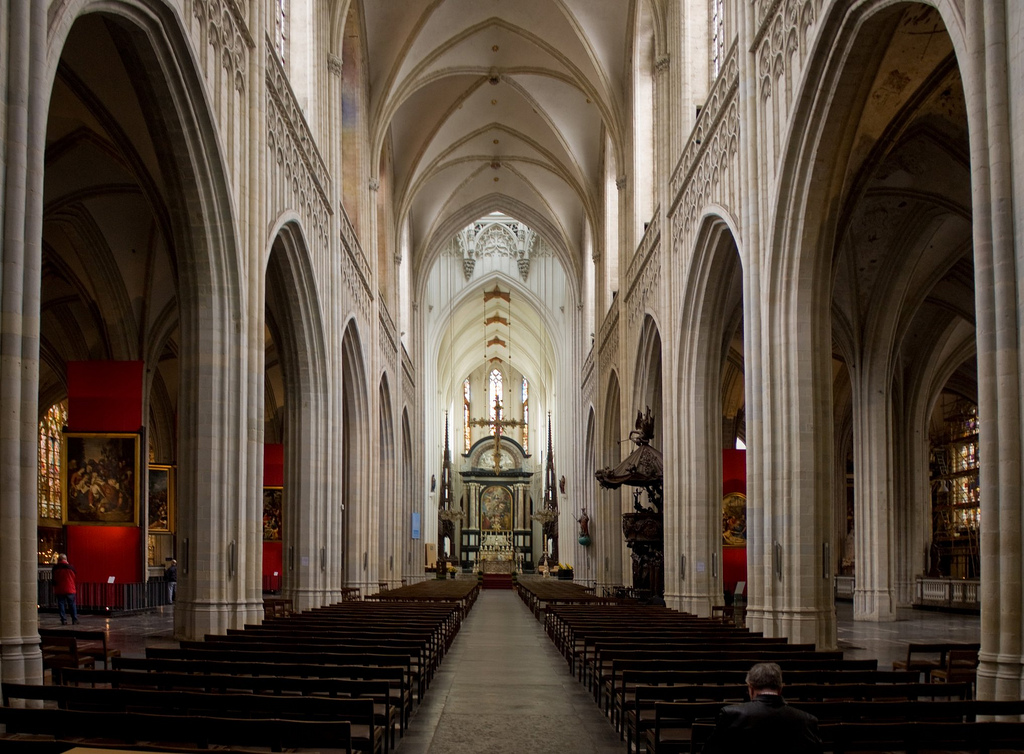
Interno

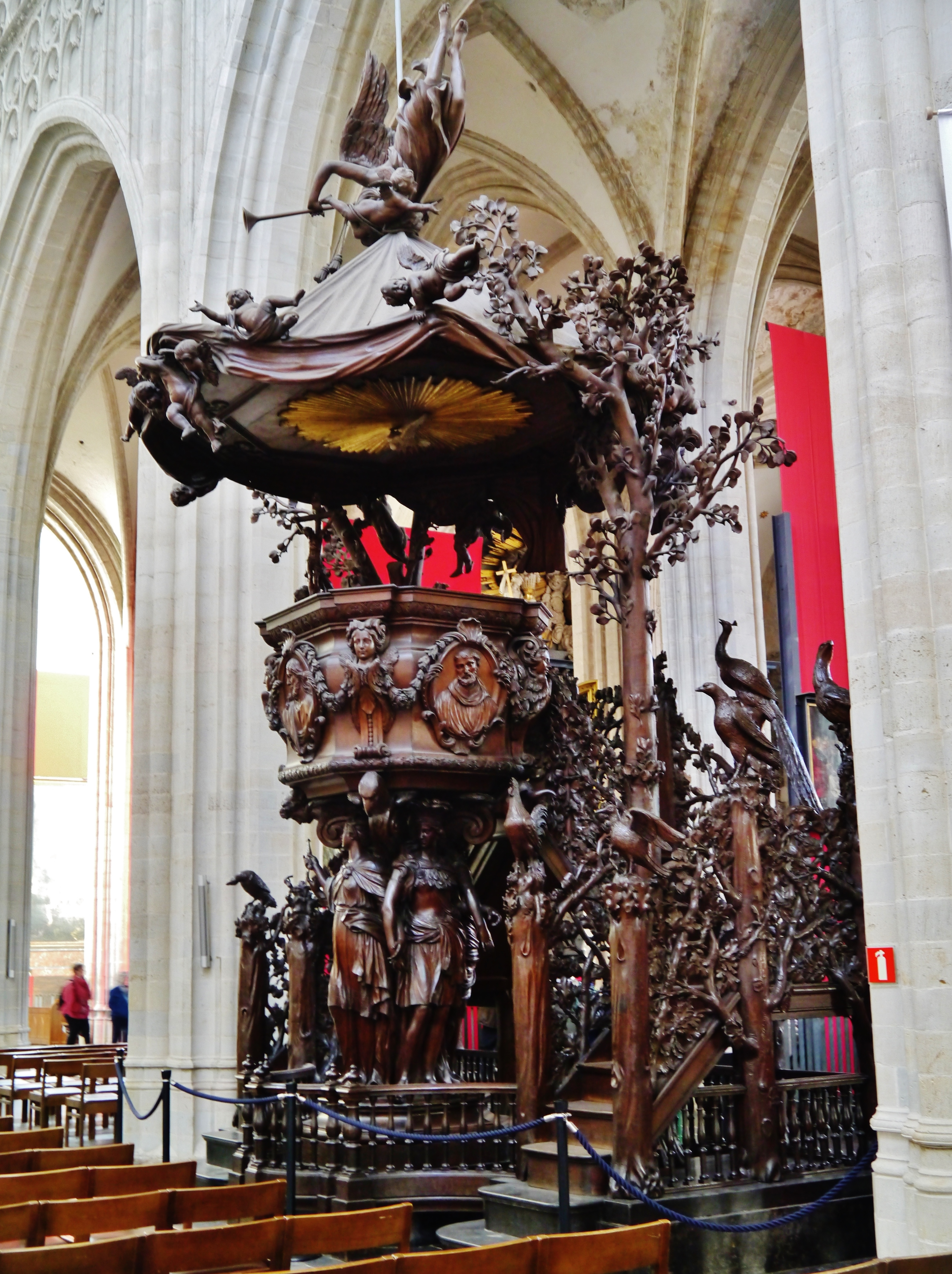
Michel Van Der Voort, Pulpito, 1713

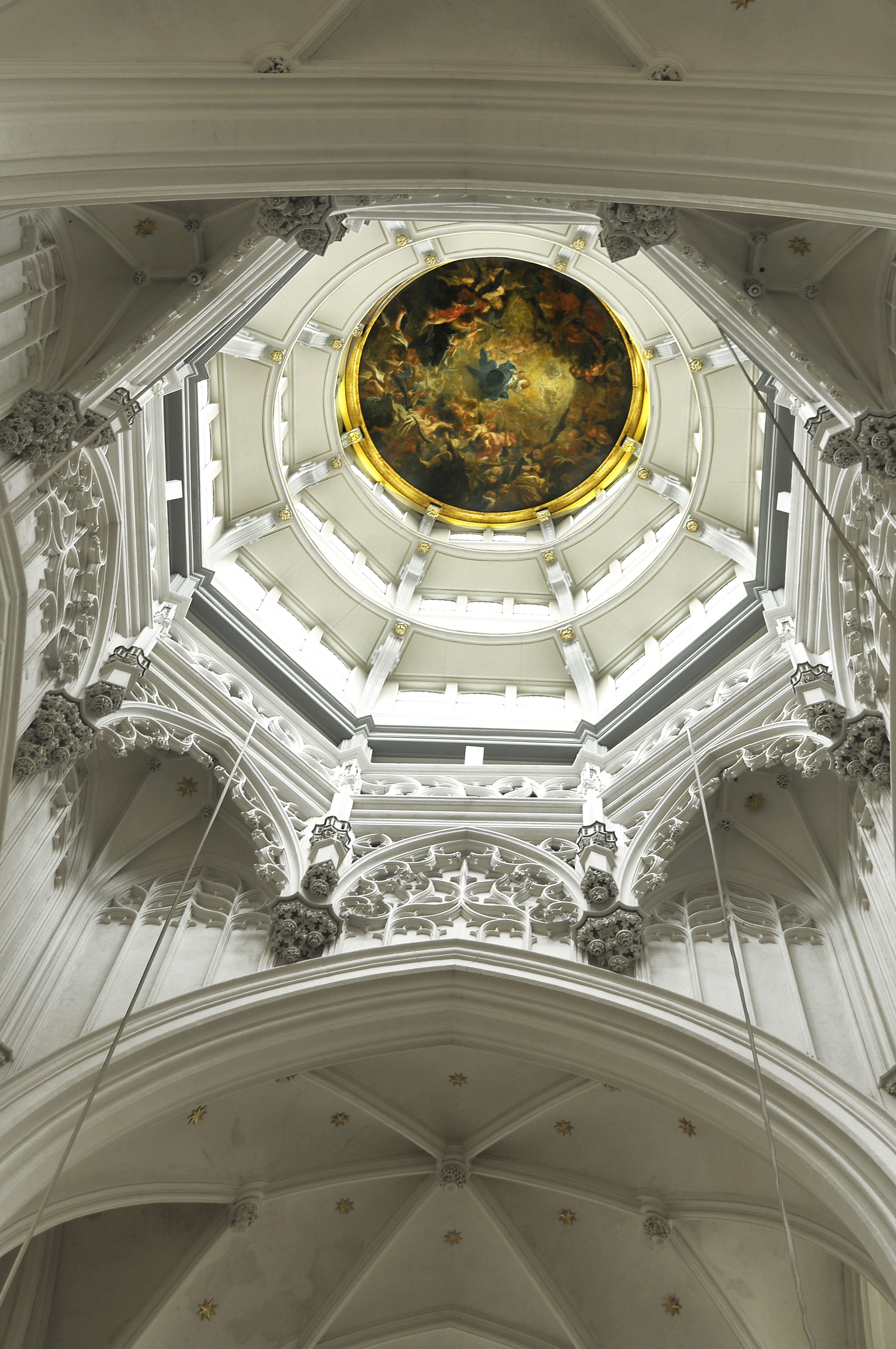
Interno del tiburio

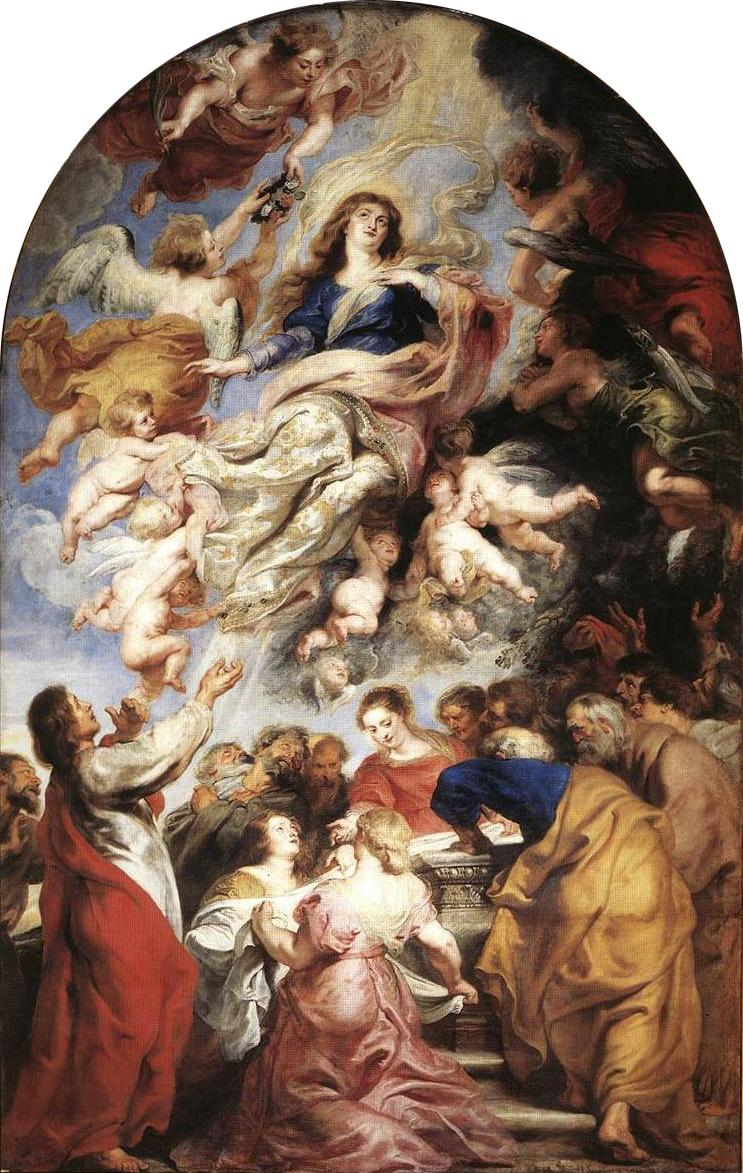
Peter Paul Rubens, Assunzione della Vergine, 1625-26

L'interno a 7 navate presenta un transetto non molto più ampio delle navate con al centro l'altare maggiore e un profondo coro, il cui deambulatorio esterno termina con l'abside contornata di cinque cappelle. Momento saliente dello stile Gotico brabantino, ne è la chiesa più grande, come è anche la più vasta di tutto il Benelux.
Rappresenta soprattutto un nuovo tipo di concezione dello spazio interno. Le sette navate sono infatti divise non da colonne cilindriche con capitelli a foglia di cavolo, come nella tradizione del Gotico brabantino, ma da grandi pilastri polistili a fascio che, senza capitelli, s'innestano direttamente alle volte. Inoltre, gli archi ogivali della navata centrale sono eccezionalmente ampi, e il triforio omesso è completamente sostituito da una banda decorativa a trafori e rilievi. Questo stilema prese ispirazione dalla Collegiata di San Pietro a Lovanio, costruita dai Keldermans e completata nel 1497.
Nonostante le spoliazioni dell'Iconoclastia, delle guerre di religione, della Rivoluzione francese e della dominazione napoleonica, la cattedrale conserva ancor oggi alcune evidenze preziose e alcuni tesori inestimabili del passato, sempre arricchiti da nuove aggiunte di opere nel corso dei secoli, fino a quelle contemporanee. 
Nel pavimento, in pietra nera, sono incastonate lastre tombali intarsiate con marmo bianco.
All'ingresso, il visitatore viene accolto da una statua in marmo di Carrara della Madonna con Bambino (XIV secolo) del Maestro delle madonne in marmo della Mosa, sul primo pilastro tra le navate laterali di sinistra. Nella posizione corrispondente, a destra, è visibile una statua del Cristo. Le due statue sono posizionate in relazione alle due cappelle che terminano le navate laterali: Nostra Signora a sinistra e del Sacramento (o del Venerabile) a destra.
Nella navata all'estrema destra si possono ammirare 14 tavole della Via Crucis (1866), alla 6ª campata, vetrata con l'Ultima cena (1503) di Nicolaas Rombouts, e nell'unica cappella, quella del Venerabile, splendido tabernacolo (1710) in rame dorato disegnato da Hendrik Frans Verbruggen in stile rococò, ornato ai lati di bassorilievi (1712) di Judocus Ignatius Picavet e, di fronte, di un bassorilievo (1753) di Henricus II de Potter. 
All'inizio delle navate intermedie di destra, è collocata l'installazione autoritratto contemporanea di Jan Fabre L'uomo che porta la croce (2015). Proseguendo, davanti ai pilastri che separano la seconda dalla terza navata, troviamo la moltiplicazione dei pani e dei pesci di Ambrosius Francken (1598) e, poco più avanti, un quadro con L'ultima Cena (1592) di Otto van Veen, maestro di Rubens, che precedentemente era collocato nel transetto. 
In posizione corrispondente, a sinistra, nell'ultima navata di sinistra, una tela con le Nozze di Cana di Maarten de Vos (1597) anch'essa proveniente dal transetto.
La navata più esterna a sinistra termina, poco prima del transetto, nella cappella di Nostra Signora fittamente decorata. In essa si trova la statua in legno della Nostra Signora d'Anversa (XVI secolo), molto venerata anche per la sua maestosa realizzazione. Sempre nella stessa navata sepoltura (1478) di Isabella di Borbone attribuita a Jacques de Gérinnes, un arredamento barocco di Hendrik Frans Verbruggen e un altare in marmo e argento di Artus Quellinus.
Nella navata centrale, fa grande mostra di sé uno splendido pulpito, barocco e rococò insieme (1713), in legno di quercia di Michel Van Der Voort, che con realismo sublime inneggia alla bellezza della natura e agli insegnamenti che essa può dare ai fedeli. L'opera, proveniente dall'abbazia di San Bernardo di Hemiksem in sostituzione di quella distrutta durante la rivoluzione francese. Alla base le quattro figure femminili che rappresentano i continenti, tra esse e il parlatorio i simboli dei quattro evangelisti. Sul parlatorio i visi di Cristo, della Madonna e di San Bernardo. Sopra di esso un velo (in latino velum e il corrispondente velatio sono alla base dell'etimoligia di rivelazione) sembra essere portato in alto dagli angioletti che scoprono lo Spirito Santo in forma di colomba. Sopra l'intero complesso l'angelo annunciatore con la tromba.
La navata centrale termina con un altare in corrispondenza del tiburio, la cui fronte è costituita da una splendida piastra (1865) in argento di Pierre Antoine Verschuylen che rappresenta la nascita gloriosa della Madonna. Il tiburio corrisponde alla terza torre dell'edificio. Alla sua sommità, ad un'altezza di 43 metri, è posta una grande tela Assunzione della Vergine (1647) di Cornelis Schut, importante per la prospettiva e per i giochi di luci ed ombre che sembrano proiettare la volta della chiesa verso il cielo
Il transetto presenta alcune delle opere più importanti custodite nella chiesa. Dalle vetrate (1616) che ornano la parete sinistra di Corneille Cussers su progetto di Jean Baptiste van der Veken raffiguranti gli arciduchi Alberto e Isabella che adorano la Croce, si passa al trittico Cristo tra i dottori (1587) di Frans Francken I e, soprattutto, ai due trittici di Peter Paul Rubens collocati simmetricamente rispetto all'altare maggiore. Sulla sinistra il capolavoro giovanile Innalzamento della Croce (1610), imponente trittico che introduce l'arte barocca in Olanda col suo realismo espressivo e impietoso nella sua verità. Sulla destra la Discesa della Croce (1614), che pur realizzato pochi anni dopo, sembra avere uno stile diverso. Rimane l'idea barocca, ma la costruzione della scena è perfetta nel ritmo lento e grandioso, con i volti e i corpi delle figure che esprimono nel dolore l'intensità del momento. Lateralmente al capolavoro di Rubens è possibile ammirare la recentissima opera dell'artista di Anversa, Sam Dillemans intitolata Omaggio a Rubens: la discesa dalla croce, una delle tante opere del XXI secolo entrate a far parte del patrimonio della Cattedrale. L'opera è direttamente ispirata alla tela del grande pittore fiammingo e ne riflette la percezione da parte dell'artista a noi contemporaneo. Realizzata con strati di pittura di notevole spessore che formano montagne, valli e gole, sembra quasi una scultura costituita di formazioni rocciose. Solo osservando da lontano le alture e le gole prendono forma di dipinto e la connessione con l'opera di Rubens appare in tutta chiarezza, seppur trascesa nella fragilità della sua rappresentazione.
Nel transetto è, inoltre, possibile ammirare un quadro con L'ultima Cena (1592) di Otto van Veen, e San Norberto di Abraham van Diepenbeeck (XVII secolo).
Nella cappella di sinistra, dopo il transetto, si trovano plastici delle varie fasi costruttive della chiesa. Nella stessa cappella si può ammirare un S. Francesco di Murillo (XVII secolo). Nello spazio tra la cappella e il deambulatorio, è collocato il Trono degli angeli (1661) in legno dorato e argentato di Matthieu Van Beveren nel quale gli angeli sorreggono una corona di spine e, nel plinto più basso, pellicano con i piccoli e, in quello più in alto, l'ostensorio. 
Nel coro interessanti gli stalli neogotici (1841) finemente intagliati da François Durlet con scene della vita della Madonna in altorilievo.
Sull'altare maggiore barocco, il capolavoro Assunzione della Vergine (1626) di Rubens che non segue la tradizione ecclesiastica, cogliendo la Madonna nel momento in cui spicca il volo, con in basso gli apostoli e le tre donne che assistettero al decesso. Dietro l'altare, in fondo al coro, la Morte della Vergine (1633), di Abraham Matthyssens, dipinto a olio su tela in cui prevale il trionfalismo della Controriforma.
Nel deambulatorio si trovano tre gruppi di confessionali (1713) in legno di Guillielmus Ignatius Kerricx e Michael Van der Voort provenienti dall'abbazia di San Bernardo di Hemiksem con ventiquattro statue raffiguranti gli apostoli e le virtù in forma di donna e medaglioni con Cristo e i santi. Anche il deambulatorio presenta alcuni capolavori dell'arte fiamminga: la 2ª cappella a destra custodisce il trittico di Rubens Resurrezione di Cristo (1612), epitaffio dello stampatore Jan Moretus (morto nel 1610) e della moglie Martina Plantin (morta nel 1616) che commissiona all'artista l'opera, entrambi raffigurati nei pannelli laterali. In quest'opera, per la prima volta la tomba del Cristo viene rappresentata come rupestre e non come sarcofago. Dopo l'accesso nel sottosuolo dove sono frammenti murari e sarcofagi della precedente chiesa gotica, nella 3ª cappella spicca, per l'attenzione particolare ai dettagli, il capolavoro di Artus Quellinus il giovane, Tomba del vescovo Mario Ambrosio Capello in marmo bianco, nero e rosso. In sagrestia frammento d'un affresco che rappresenta il Cristo Doloroso appartenente alla decorazione della vecchia chiesa e ritratti dei vescovi di Anversa, dal 1602 ad oggi. La 4ª cappella contiene il trittico Giudizio Finale (1580) di Jakob de Backer, la tomba del tipografo Plantin (morto nel 1581); affreschi (XV secolo) e Giudizio universale (1591) di Jakob De Backer e Benjamin Sammeling. Di fronte alla 5ª cappella sono ora visibili tre pannelli dello scomparso recinto dell'altare dei Coppers (1683), opera di Guillielmus Ignatius Kerrick, riacquistati dalla provincia di Anversa a un'asta di Christie's. Nella cappella centrale del deambulatorio (cappella della corona), interessante una statua policroma raffigurante la Mater Dolorosa di Artus Quellinus il Vecchio, una pietà. Dal 2018 la cappella contiene anche una corona di spine in vetro di Murano, opera realizzata nel 2011 dallo scultore Javier Pérez. La corona è posta su un cuscino rosso che ne sottolinea la regalità, a sua volta collocato su di un esile piedistallo in bronzo. L'opera è appositamente collocata nella cappella che più richiama la sofferenza del Cristo e la luce della Resurrezione che ne deriva, vuole sottolineare, con la sua fragilità, la scarsa evidenza che talvolta questo messaggio ha durante il nostro tempo. Di fronte, nel retro dell'altare maggiore bassorilievo marmoreo con Angeli intorno al Torchio mistico, di Artus Quellinus il Giovane, e la grisaglia Visitazione e Sposalizio della Vergine di Mathieu Ignace Van Bree (inizi del XIX secolo).

### Organi a canne
Nella cattedrale si trovano quattro organi a canne:
- l'organo maggiore, posto sulla cantoria in controfacciata, venne costruito dal bruxellese Pierre Schyven nel 1891 riutilizzando la pregevole lignea cassa d'organo barocca, del 1657, realizzata su disegno del pittore Erasmus Quellinus il Giovane, da Michel Boursoy con statue di Pieter Verbruggen il Vecchio; a trasmissione meccanica, ha quattro tastiere di 56 note ciascuna ed una pedaliera dritta di 30 per un totale di 5.700 canne suddivise in 90 registri;[7]
- nella campata del braccio sinistro del transetto più prossima alla crociera vi è un organo costruito nel 1993 in stile barocco dalla svizzera Metzler orgelbau[8]; a trasmissione integralmente meccanica, ha 44 registri su tre manuali e pedale;[9]
- nella cappella del Santissimo Sacramento vi è un organo positivo a 4 registri costruito nel 1987 da Marc Leuridan;[10]
- nella cappella di San Giuseppe si trova un altro organo positivo, realizzato dalla ditta Mårtenssons e dotato di 6 registri.[11]

## Galleria d'immagini

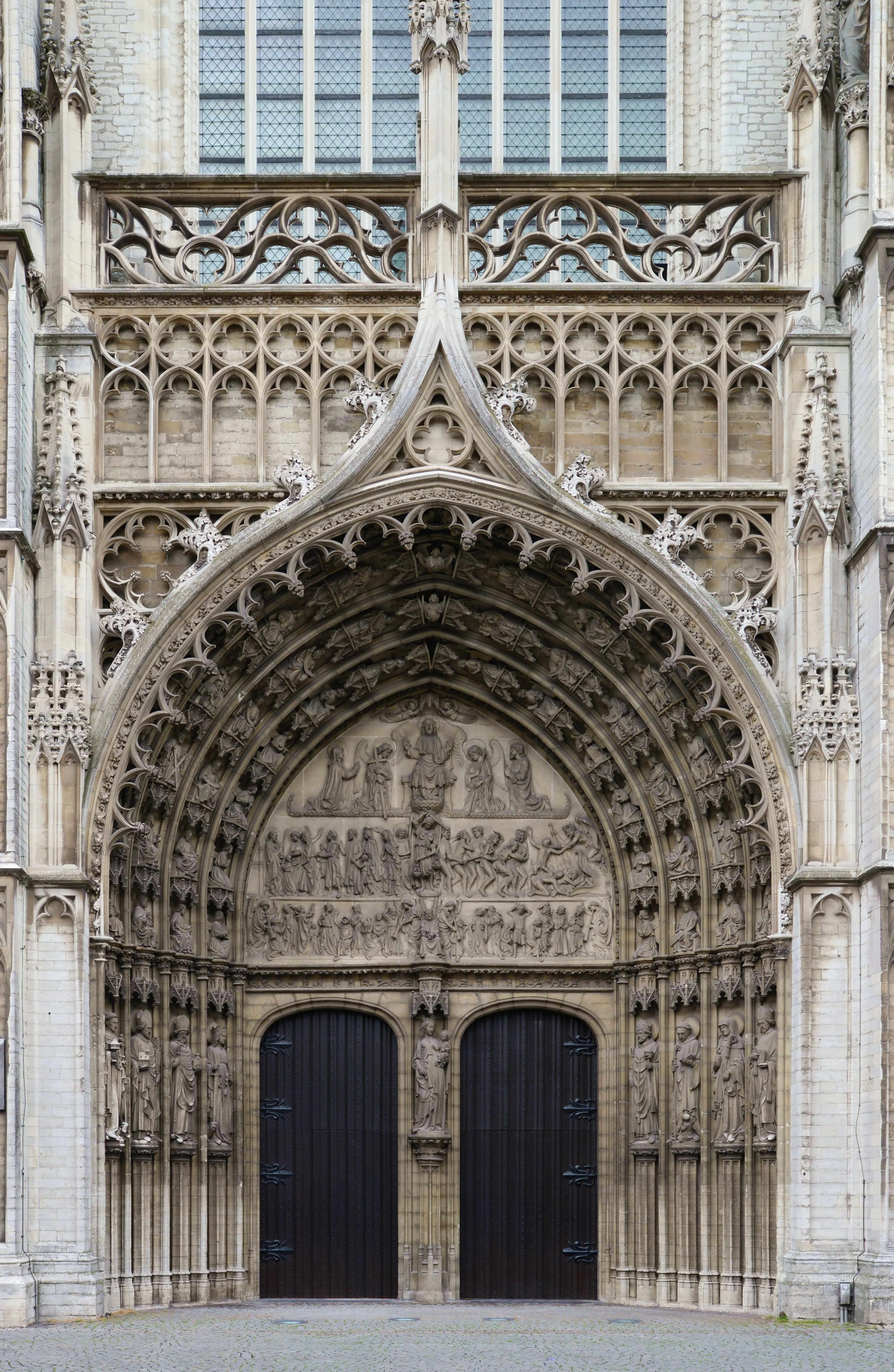
Portale del Giudizio Universale
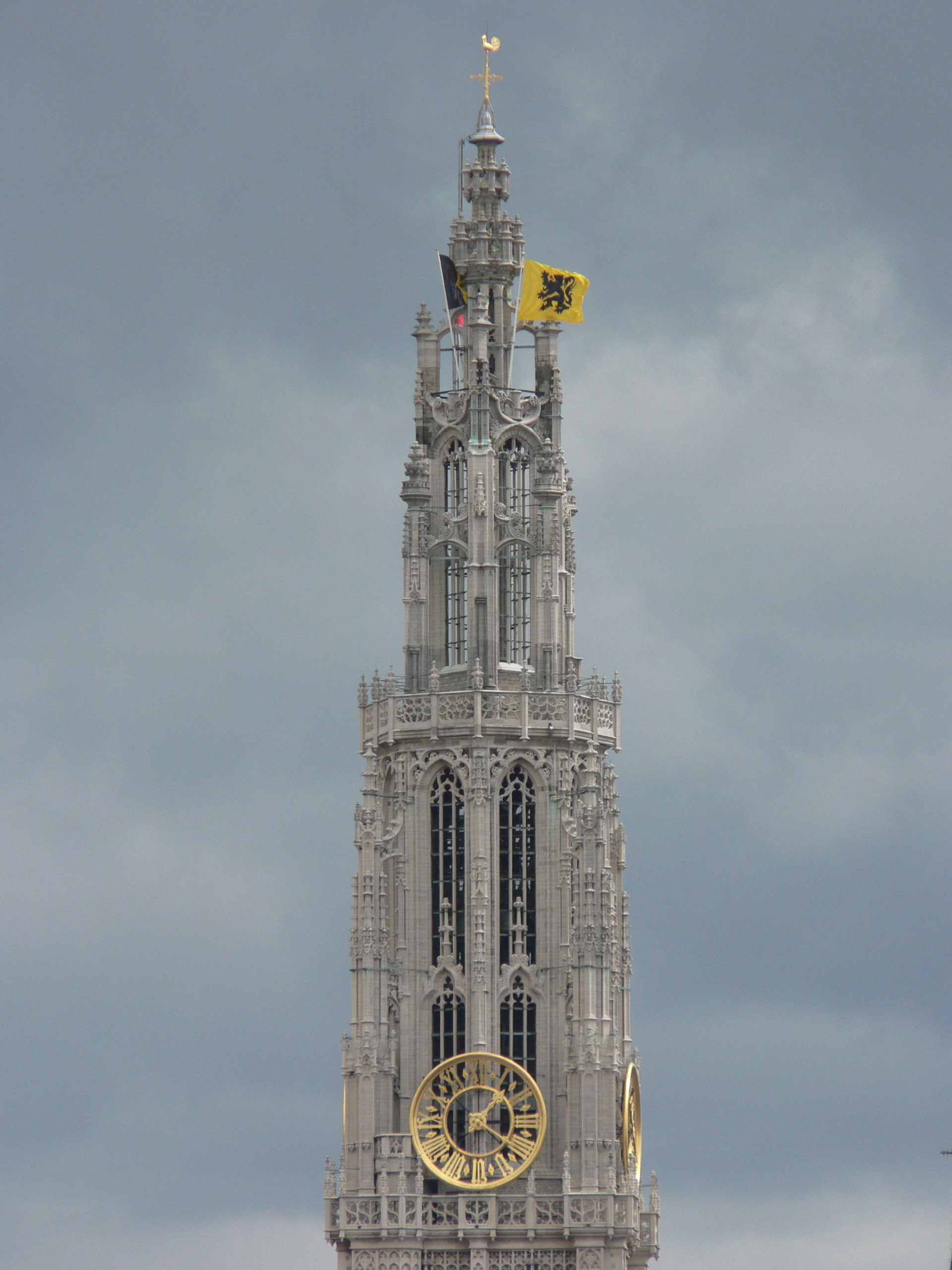
Guglia della torre nord
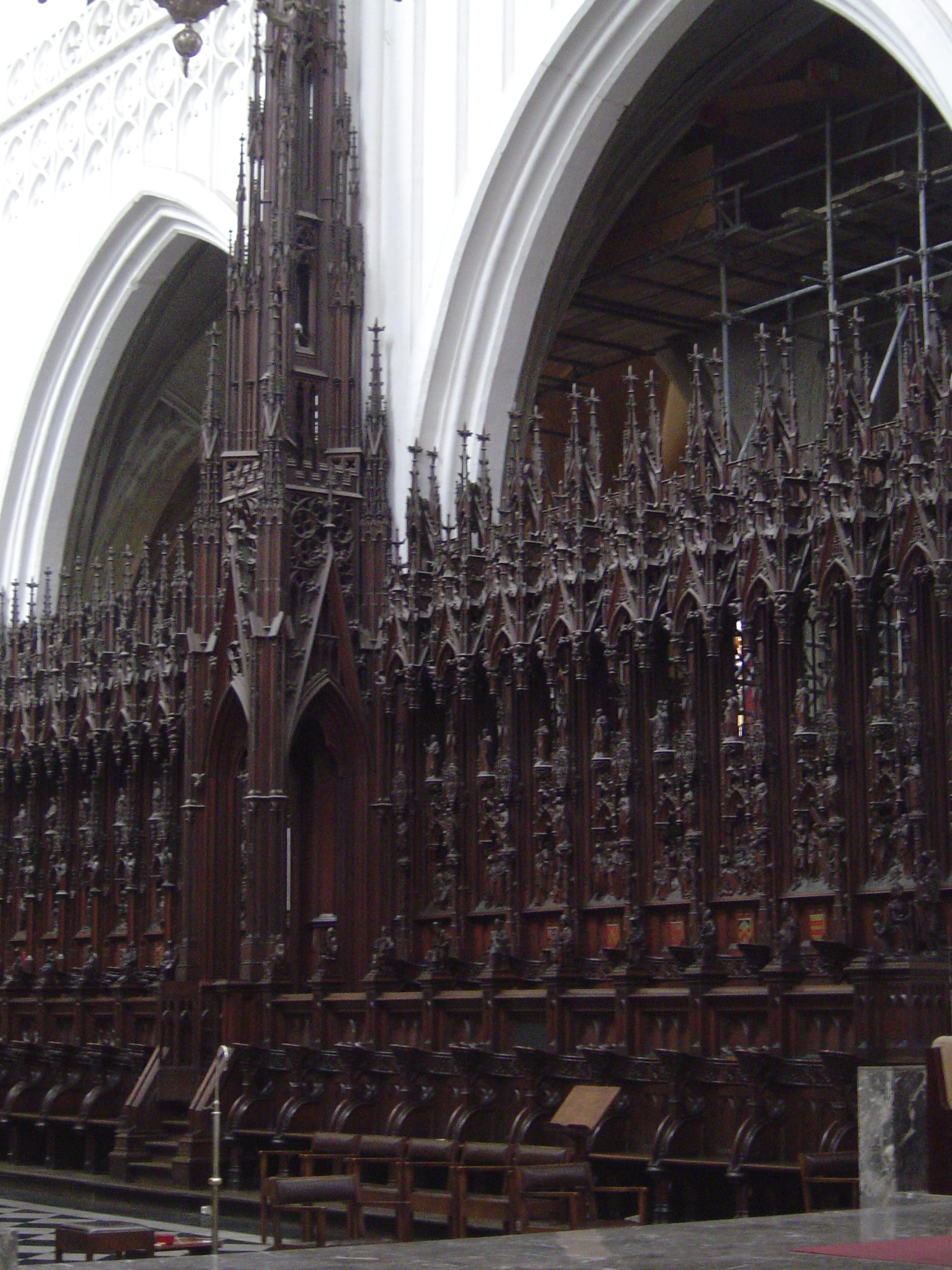
Stalli neogotici del coro
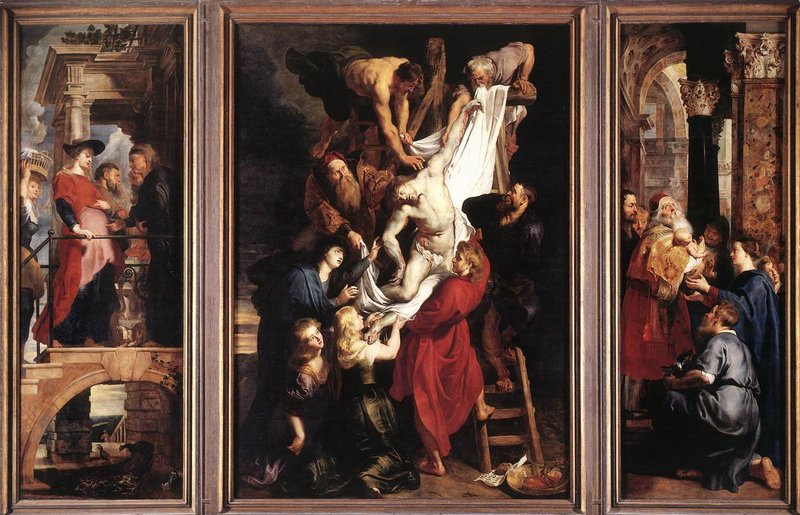
Rubens, Trittico della deposizione dalla croce, 1611-12
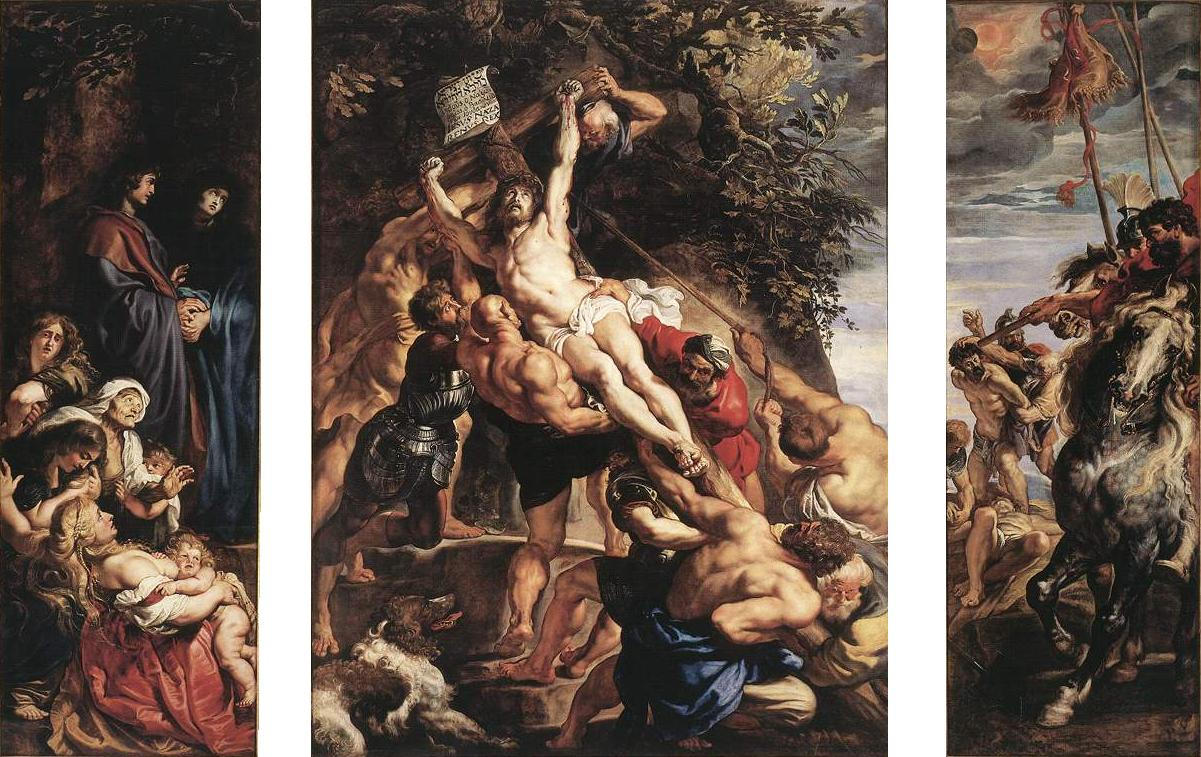
Rubens, Innalzamento della croce, 1610
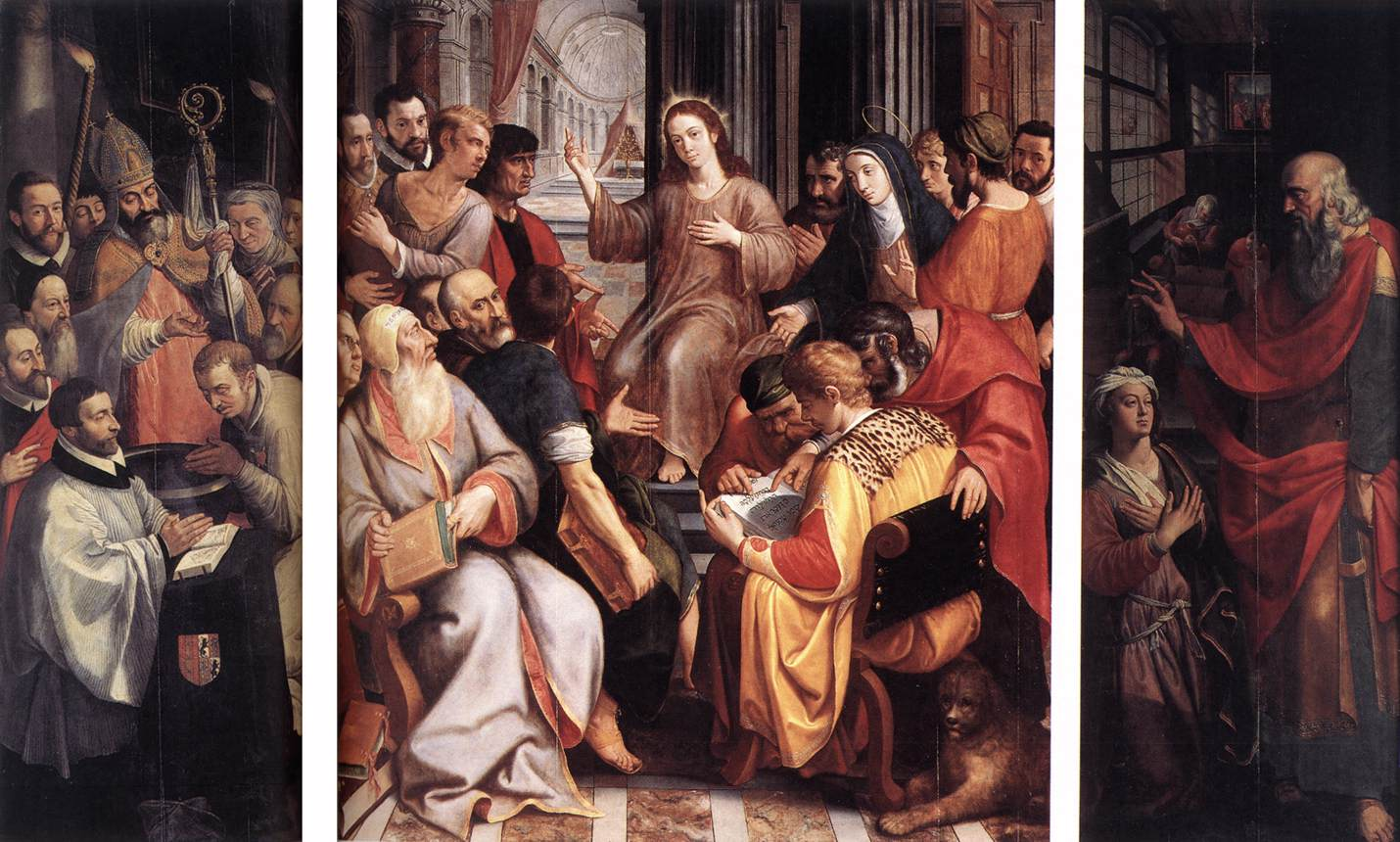
Frans Francken I, Cristo tra i dottori della legge, 1587
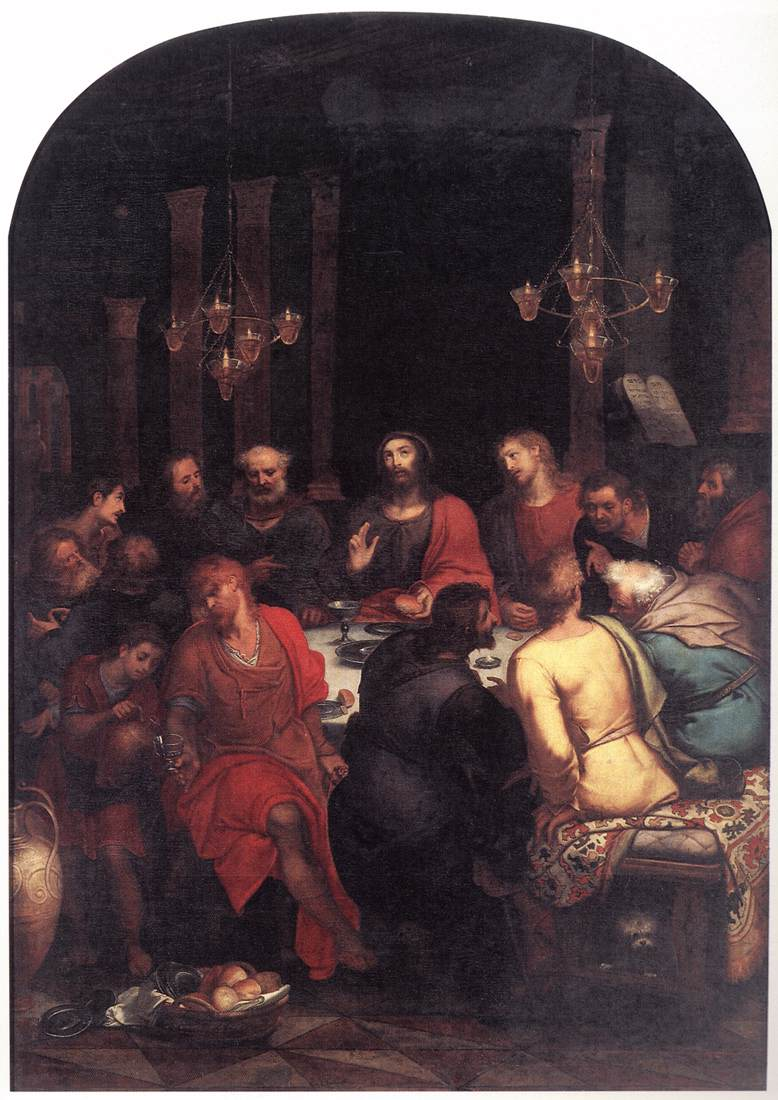
Otto van Veen, Ultima cena, 1592
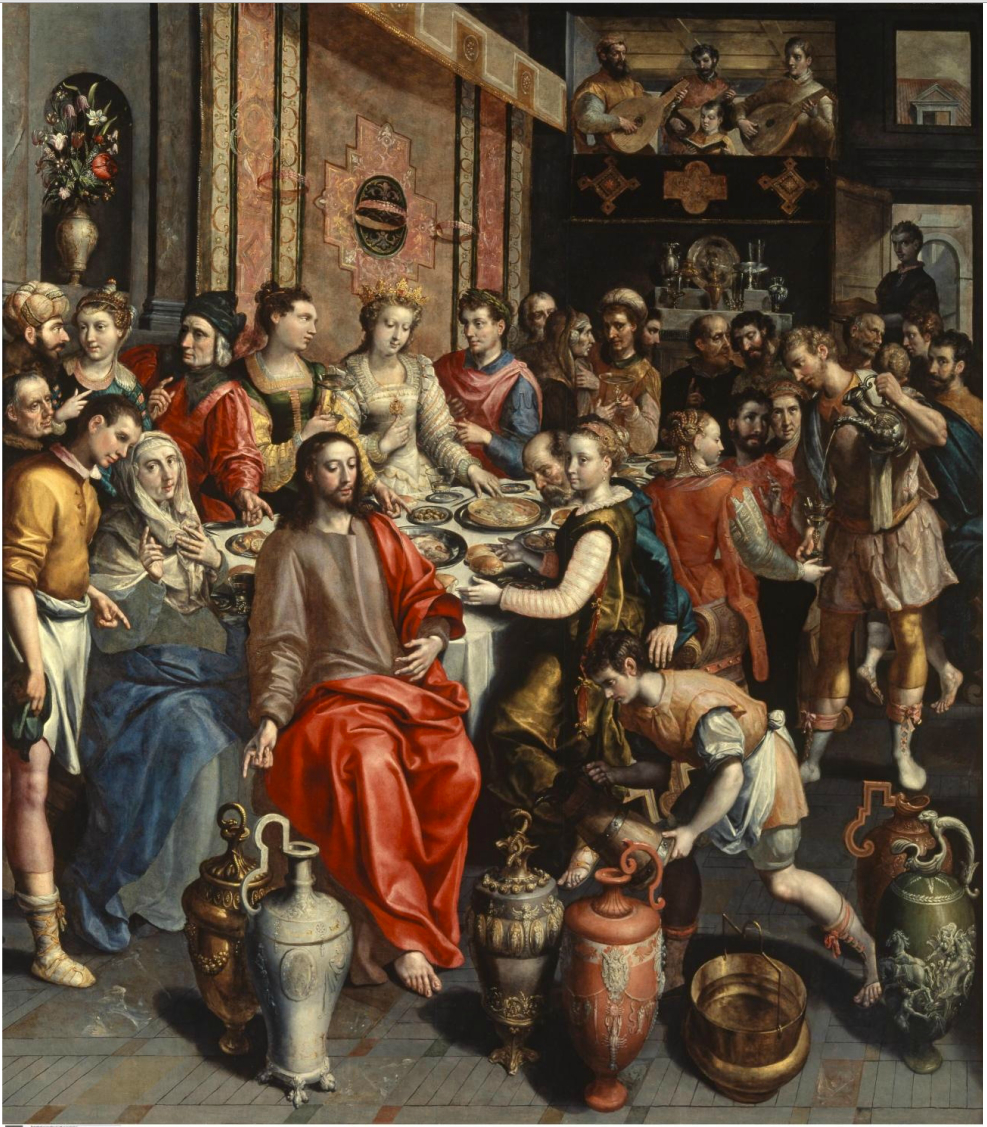
Maarten de Vos, Nozze di Cana, 1596
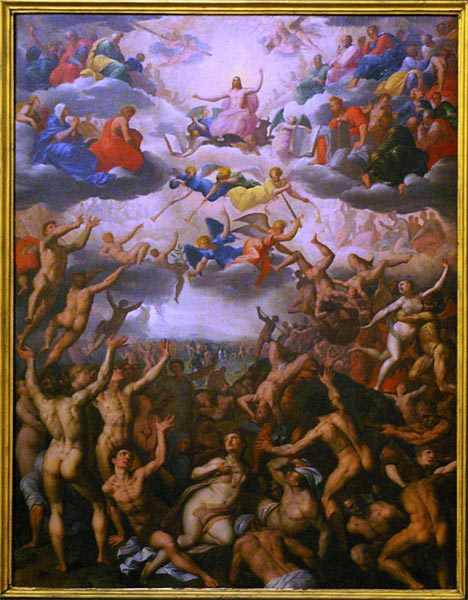
Jacob de Backer, Giudizio universale, 1580